# Anders Hultqvist
Anders Ingvar Hultqvist, född 17 januari 1959, är en svensk jurist och adjungerad professor.
Hultqvist började läsa juridik 1980, blev amanuens 1983 och jur.kand. 1985. Han var lärare i juridik 1985–1989 och doktorand 1988–1995. Han blev jur.dr i finansrätt vid Stockholms universitet 1995, då han disputerade på avhandlingen Legalitetsprincipen vid beskattningen. Han blev därefter docent i finansrätt 1995 och universitetslektor 1995–1997, allt vid Stockholms universitet. Han var ledamot i Rättssäkerhetskommittén vid Finansdepartementet 1992–1994 och skattekonsult vid Ernst & Young 1997–2000.
Han var adjungerad professor i skatterätt vid Handelshögskolan i Stockholm 1998–2004 och verksam vid Centrum för skatterätt vid Ekonomiska forskningsinstitutet vid Handelshögskolan i Stockholm 2004–2008. Han är adjungerad professor i finansrätt vid Stockholms universitet sedan 2008.
Anders Hultqvist blev professor i finansrätt vid Karlstads universitet 2015. Han undervisar i folkrätt, skatterätt samt offentlig rätt.